# Maham Anga
Maham Anga, död 1562, var en indisk amma. 
Hon var amma och barnskötare till mogulkejsaren Akbar, och fungerade som dennas politiska rådgivare och de facto mogulrikets regent 1560-62. 